# Tropenhaus Frutigen

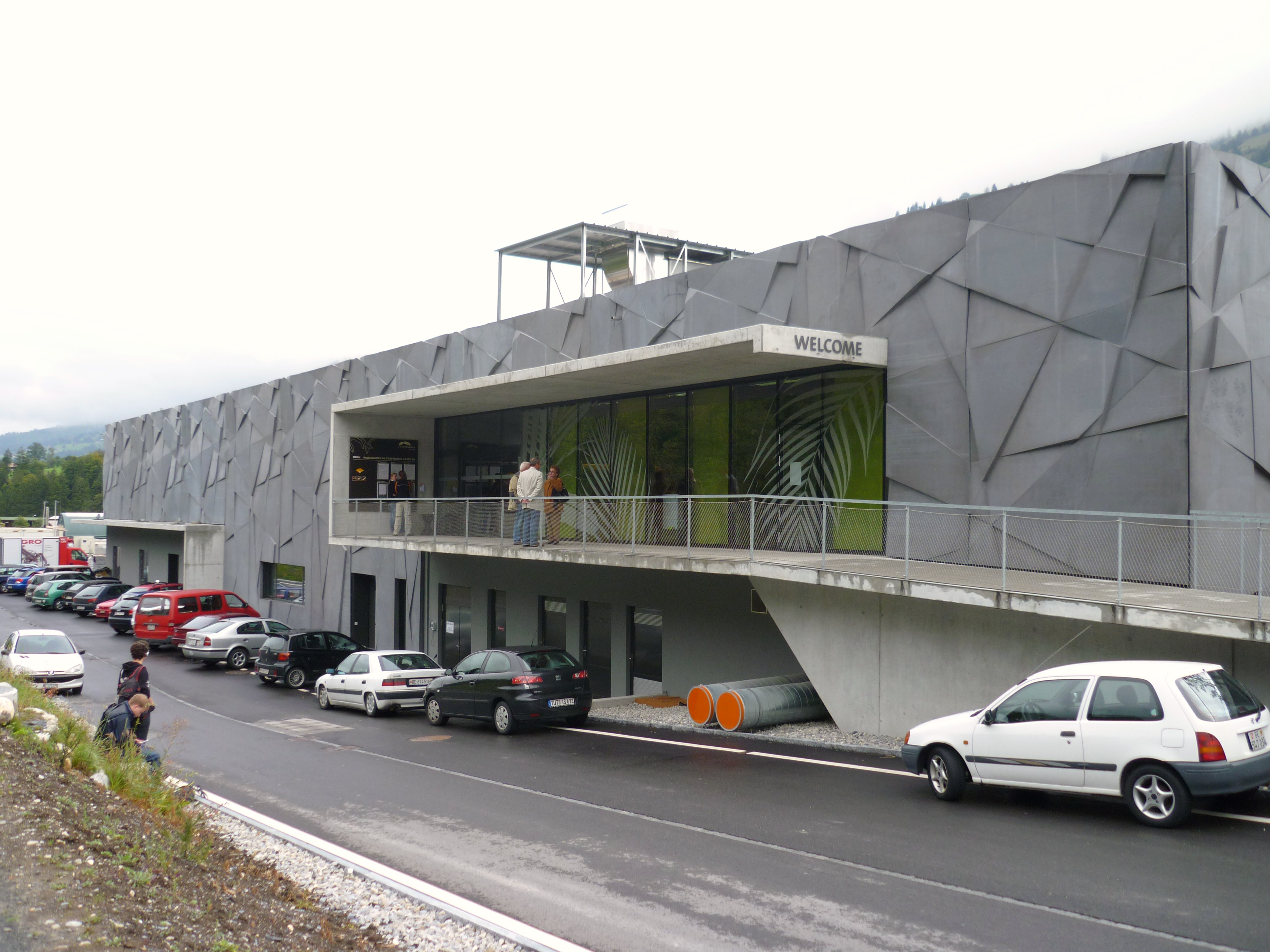
Eingang des Tropenhauses

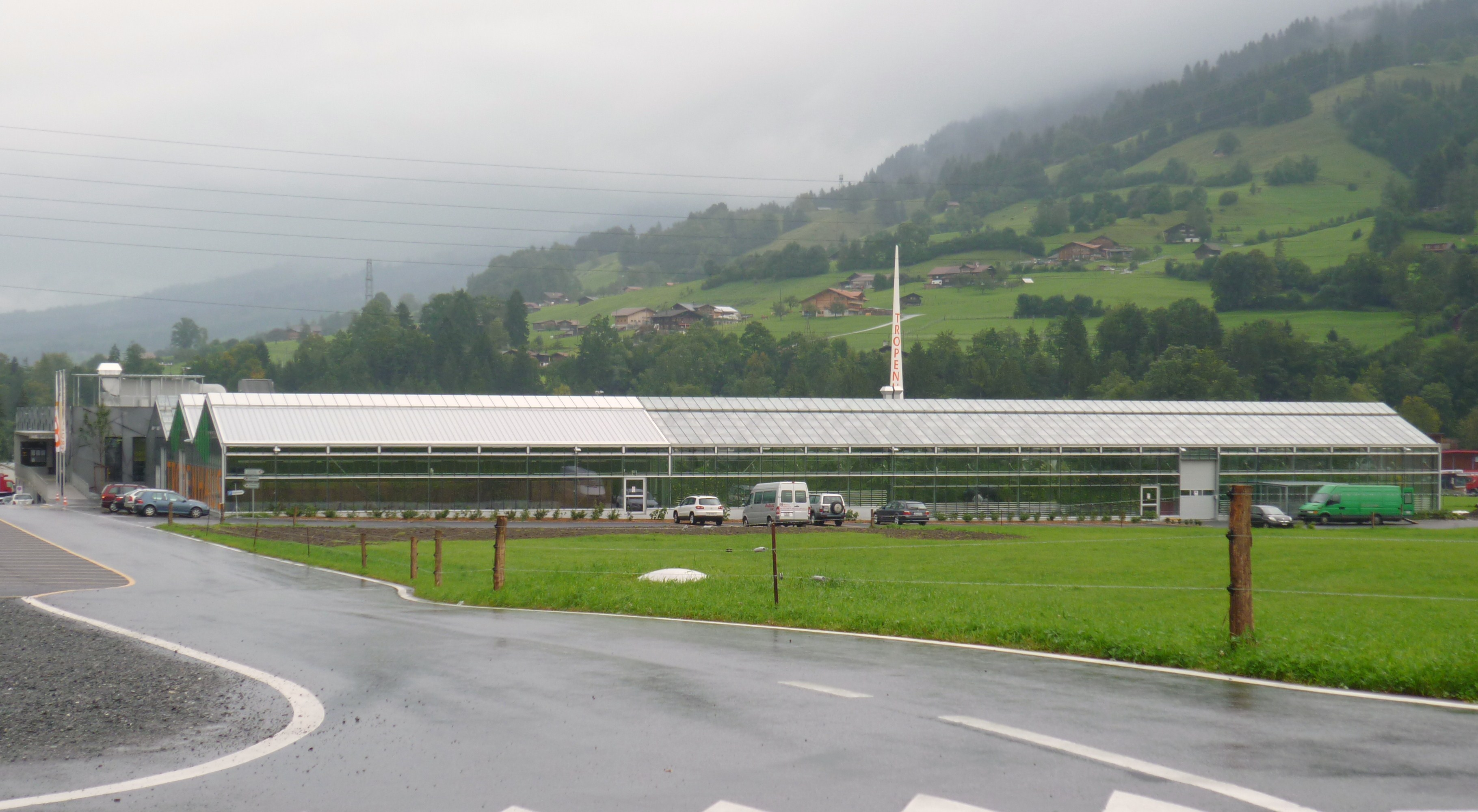
Die Gesamtanlage des Tropenhauses

Das Tropenhaus Frutigen ist ein Gewächshaus und eine Zuchtanlage in der Schweizer Gemeinde Frutigen (Kanton Bern). In der ausgedehnten, bis Mitte 2024 gegen eine Gebühr öffentlich zugänglichen Anlage des Tropenhauses werden exotische Fische in einem tropischen Klima gezüchtet. Die Wärme wird aus dem im Lötschberg-Basistunnel austretenden warmen Bergwasser gewonnen.
Im Tropenhaus Frutigen mit seinen 75 Angestellten befinden sich die erste Störzucht des alpinen Raums und der einzige Schweizer Betrieb zur Gewinnung von Kaviar.
Die Besitzerin Coop hat entschieden, sich mit dem Tropenhaus Frutigen ab dem 21. Mai 2024 ausschliesslich auf die Fischzucht zu fokussieren. Die Erlebniswelt inklusive der Gastronomie wurden geschlossen.

## Lage
Das Tropenhaus liegt an der Engstlige, einem linken Nebenfluss der Kander, ausserhalb des Dorfkerns von Frutigen nahe dem Flugplatz und rund zwei Kilometer nördlich der ersten Versuchsstation.

## Wasser- und Energieversorgung
Auf der Nordseite des Lötschberg-Basistunnels treten pro Sekunde etwa 100 Liter ungefähr 19 °C warmen Wassers aus. Täglich verlassen rund 9000 Kubikmeter Wasser mit einem Druck von 45 Bar den Tunnel. Das Bergwasser stammt hauptsächlich aus den Kalkschichten der Doldenhorn-Decke, die der Tunnel unterhalb des Kander- und des Gasterntals durchquert.
Das Wasser wird im Berg mit einem Drainagesystem gefasst und in geschlossenen Leitungen – getrennt nach Berg- und Schmutzwasser – zu den beiden Portalen des Tunnels abgeleitet. Von dessen Scheitelpunkt auf gut 828 m ü. M. bis zum knapp 52 Meter tiefer gelegenen Nordportal bei Frutigen wird eine Strecke von 14,8 Kilometer entwässert. Auf der längeren Strecke südlich des Tunnelscheitels gelangt das Wasser bei Raron (Kanton Wallis) in die Rhone. Ein Überleitpumpwerk im Tunnel ermöglicht es, Bergwasser von der Nordseite über den Scheitelpunkt ins Wallis abzuführen. Das verschmutzte Tunnelabwasser wird in Rückhalteanlagen gelenkt, auf Schadstoffe überprüft und gegebenenfalls zurückgehalten.
Bedingt durch die Tiefe des Basistunnels unter der Geländeoberfläche und den daraus resultierenden geothermischen Wärmestrom weist das Bergwasser eine relativ konstante Temperatur von rund 19 °C auf. Bei einer direkten Einleitung in die Kander könnte der Bergfluss vor allem bei Niedrigwasser im Winter übermässig erwärmt werden, was die Fischbestände beeinträchtigen würde, denn die Kander ist als Aufstiegs- und Laichgewässer vor allem für die stark gefährdete Seeforelle, die hier im Winter ablaicht, wichtig. Gestützt auf die Gewässerschutzgesetzgebung haben die kantonalen Behörden deshalb verfügt, dass sich die Wassertemperatur der Kander durch die Einleitung von Bergwasser aus dem Lötschberg-Basistunnel maximal um 0,5 °C erhöhen darf.
Um diese Anforderungen zu erfüllen, entziehen die Bernischen Kraftwerke (BKW) dem Bergwasser mit einer Wärmepumpe die überschüssige Energie. Für die Hauptanlage geht man von einer energetisch nutzbaren Wassermenge aus dem Berg von durchschnittlich 85 Liter pro Sekunde aus, was bei 19 °C einer Leistung von 6,83 Megawatt entspricht. Neben der Warmwasseraufbereitung für die Fischzuchtbecken sowie der Heizenergie für Gewächshaus und Besucherbereiche werden im Rahmen eines Nahwärmeverbunds auch benachbarte Unternehmen wie die BLS AG mit Heizwärme beliefert.
Auf dem Dach des Besuchergebäudes sind Solarmodule montiert. Über das ganze Jahr liefert das Sonnenkraftwerk rund 140 MWh.

## Geschichte
Vor der Errichtung des Tropenhauses Frutigen wurde beim Nordportal Helke des Lötschberg-Basistunnels im Rahmen eines Forschungsprojekts zunächst eine erste Pilotanlage betrieben, für die im Dienststollen Kandertal etwa 20 Liter warmes Bergwasser pro Sekunde abgezweigt wurden.
Das Projekt zum jetzigen Tropenhaus begann im Jahr 2002 mit einer Machbarkeitsstudie. 2003 wurde die Tropenhaus Frutigen AG mit Sitz in Frutigen gegründet. Die für den Bau der Anlage notwendige Änderung des Zonenplans bewilligten die Stimmberechtigten von Frutigen im Jahr 2005. Auf Grund der Unterstützung durch die Förderagentur für Innovation KTI fanden sich weitere Investoren, die rund 16 Millionen Franken Kapital zusicherten. Als wichtiger langfristiger Partner stieg Anfang 2007 das Detailhandelsunternehmen Coop mit Risikokapital ein und verschaffte dem Unternehmen zugleich einen Absatzkanal. Die Planungsarbeiten begannen im Sommer 2007, im Mai 2008 wurde mit dem ersten Spatenstich der Beginn der baulichen Umsetzung gefeiert. Die Eröffnung fand am 21. November 2009 statt. 2017 wurde die Tropenhaus Frutigen AG in die Coop Genossenschaft eingegliedert und die Gesellschaft (Tropenhaus Frutigen AG) gelöscht.

## Architektur und Struktur

Situationsplan

Das Tropenhaus ist in drei Teile gegliedert: Das gläserne Gewächshaus, in welchem die Pflanzen gezüchtet werden, der Aussenbereich mit den Fischbecken und das Hauptgebäude mit dem Besuchereingang und einer Dauerausstellung über Fischerei und Störe. Alle drei Bereiche sind miteinander durch einen Rundgang verbunden und rollstuhlgängig. Dem Gewächshaus angegliedert sind zwei Restaurants mit einer Veranstaltungszone. Alle Räume sind für Anlässe mit bis zu 250 Personen kombinierbar.
Für die Architektur und Gestaltung war die GIM Gauer Itten Messerli aus Bern zuständig unter der Gesamtplanung von Emch+Berger aus Bern und der Bauleitung durch Marti Architektur aus Frutigen. Die Fassade besteht aus 67 einzelnen Elementen mit felsähnlichen Strukturen. Das Hauptgebäude ist im Minergiestandard gebaut. Das Innere der Anlage ist durch verschiedene Raumabfolgen und Übergänge geprägt.

## Zucht

### Tropische Pflanzen
Bei Anbau und Unterhalt der Pflanzen konnte das Tropenhaus Frutigen von den Erfahrungen des Tropenhauses in Wolhusen, welches seit 1999 tropische Früchte anbaut, profitieren. Für das Gewächshaus ist eine jährliche Produktion von 20 bis 40 Tonnen Bananen, Papaya, Mangos, Zwergbananen, Guaven, Physalis, Litchi, Durian, Mangostane, Pampelmuse, Granatäpfeln, Avocados, Ananas und Kumquat vorgesehen. Zudem werden verschiedene Gewürze wie Ingwer, Chili, Vanille und Pfeffer angebaut. Die Früchte und Gewürze wurden auch in den angegliederten Restaurants direkt zu Getränken und Speisen verarbeitet.

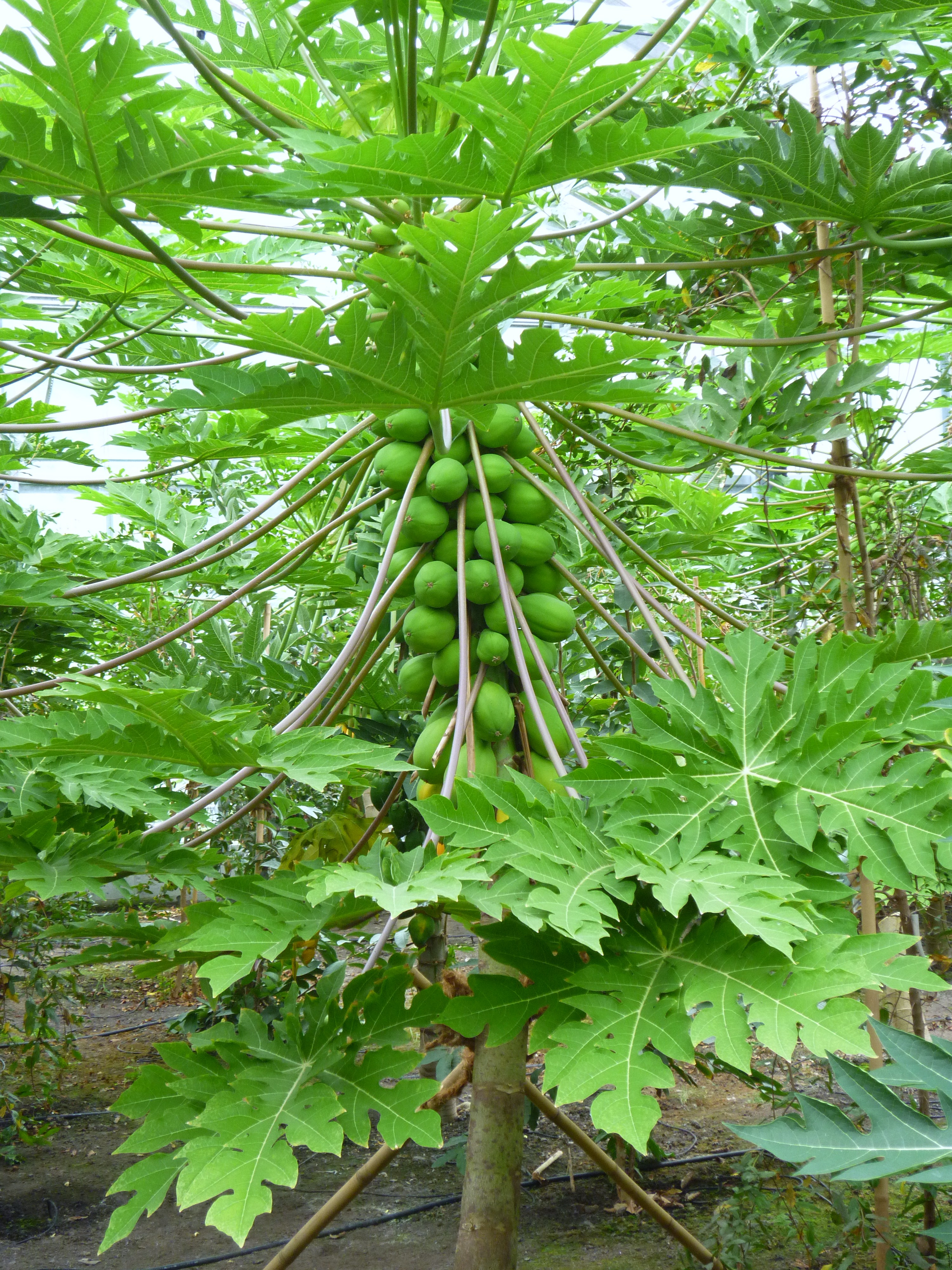
Papayas
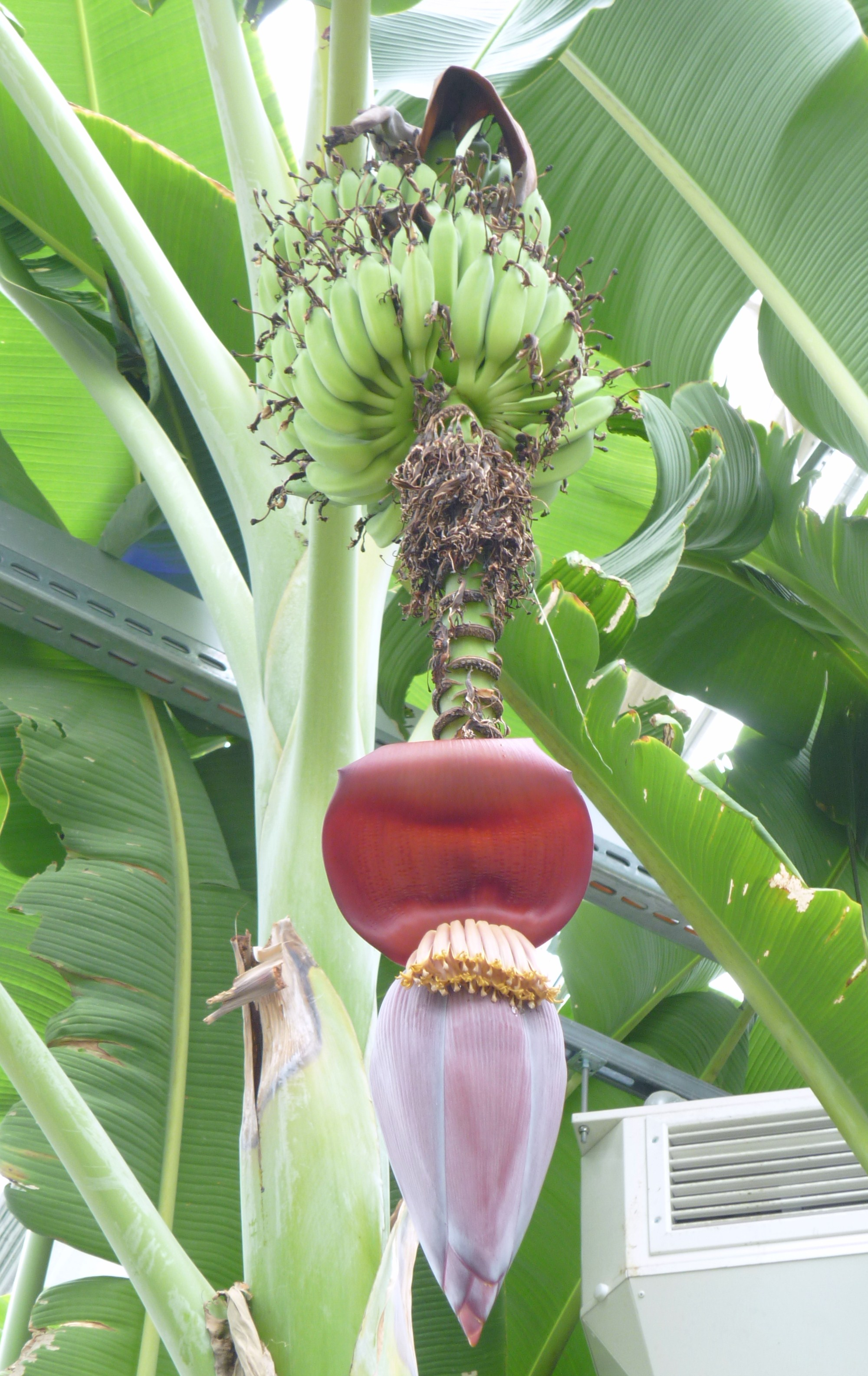
Bananen
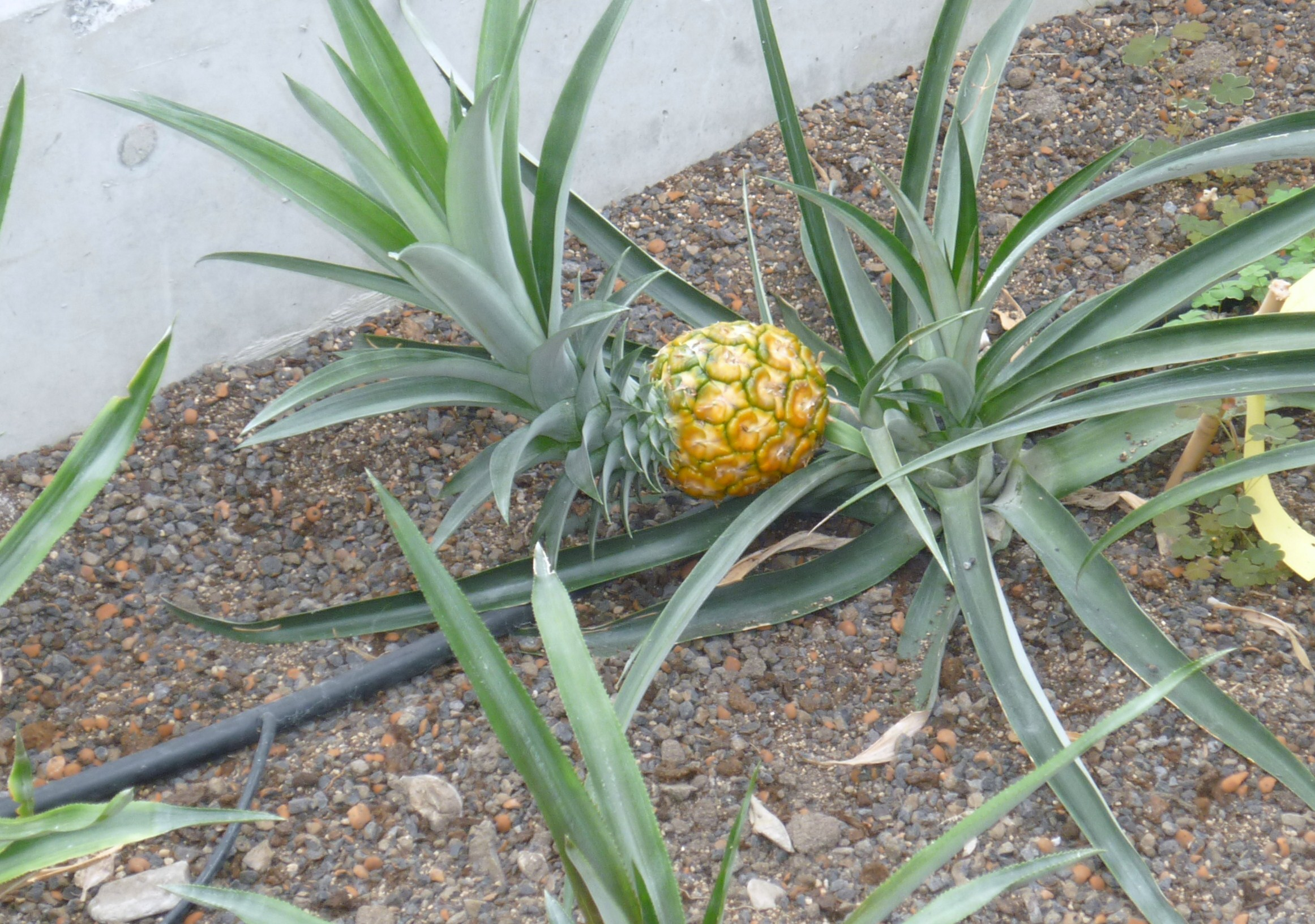
Ananas
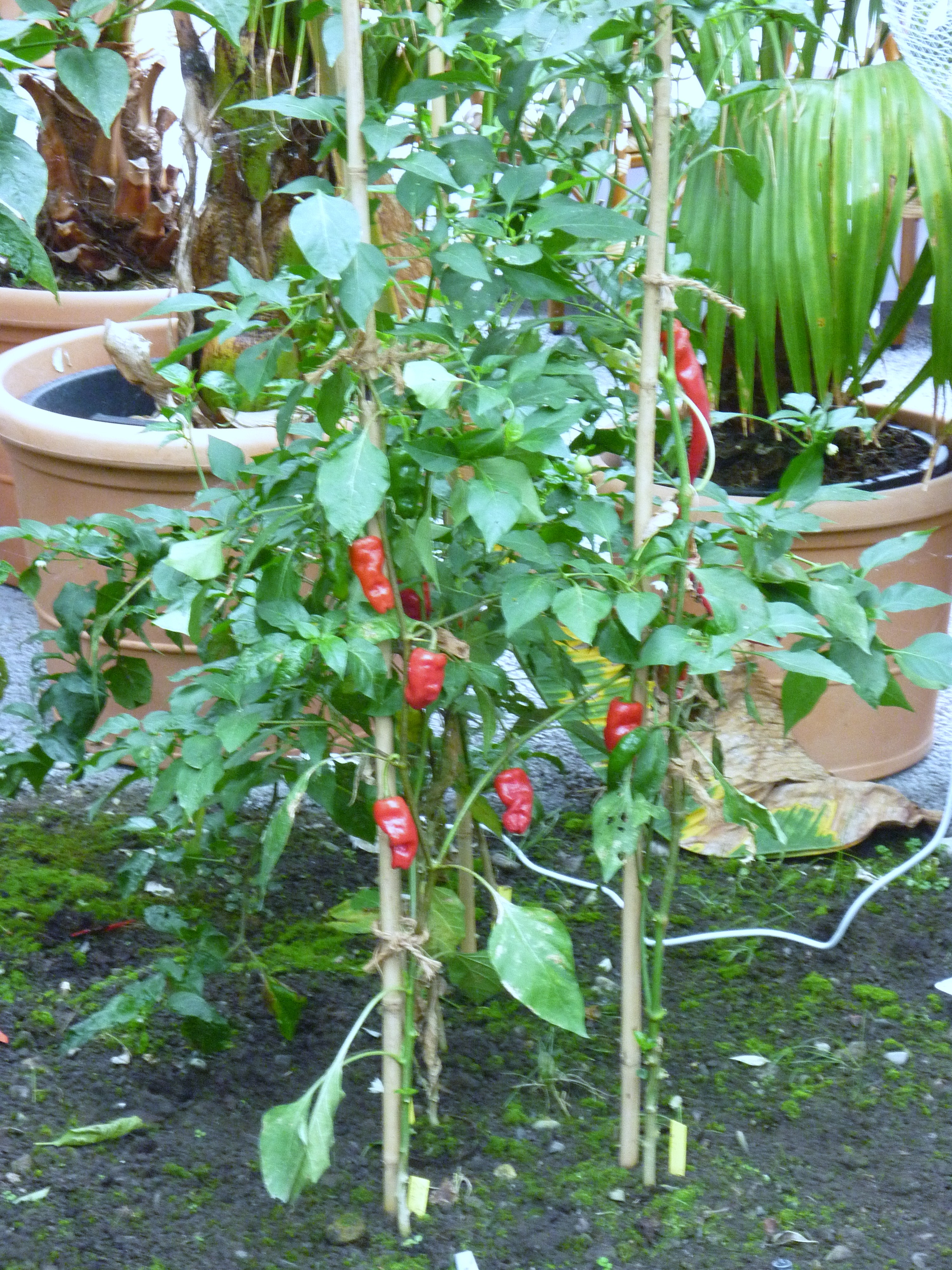
Chili

### Fischzucht

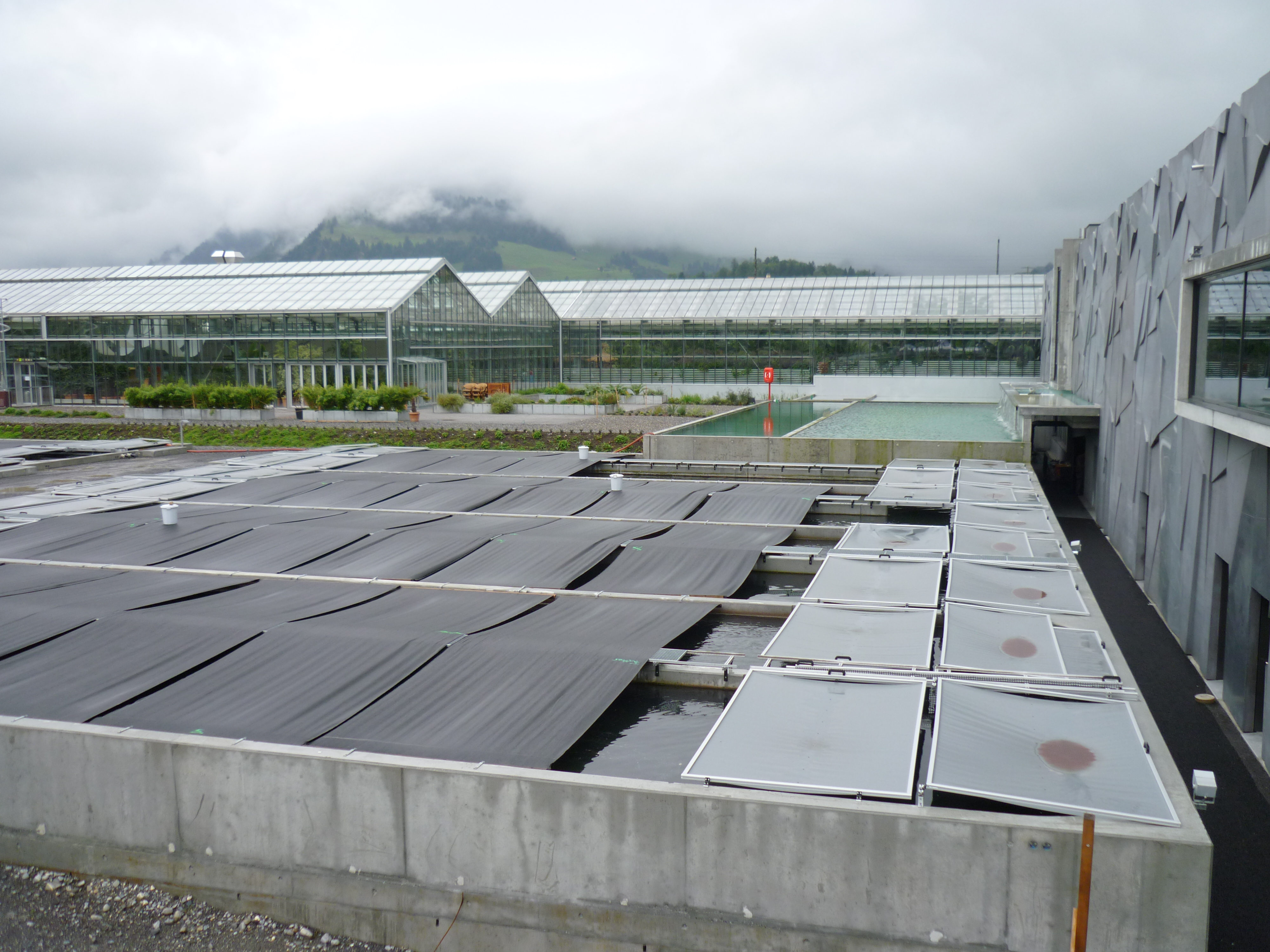
Die Störzuchtanlage

Im Tropenhaus befindet sich die erste alpine Störzucht und die einzige Anlage in der Schweiz, in der Kaviar hergestellt wird.
Die Gesamtanlage ist für 60'000 Störe – hauptsächlich Sibirischen Stör (Acipenser baerii) und Sterlet (Acipenser ruthenus) – ausgelegt. Später wurden sogar rund 80'000 Sibirische Störe gehalten. Möglich wären 60 Kilogramm Fisch pro Kubikmeter Wasser. Da jedoch nach biologischen Grundsätzen produziert werden soll, ist eine derartige Auslastung nicht angestrebt. Vielmehr lag sie nach ein paar Jahren Betrieb bei nicht mehr als 35 Kilogramm pro Kubikmeter. Die Störe befinden sich in einem Freilandbecken, dessen Wasser alle ein bis zwei Stunden erneuert wird.
Das unternehmerische Ziel ist es, jährlich zwei bis drei Tonnen Kaviar mit einem Verkaufswert von 2000 Schweizer Franken pro Kilogramm zu produzieren. Vertrieben werden die Produkte an Gäste und die regionale Gastronomie, inzwischen auch nach Österreich und Deutschland exportiert.

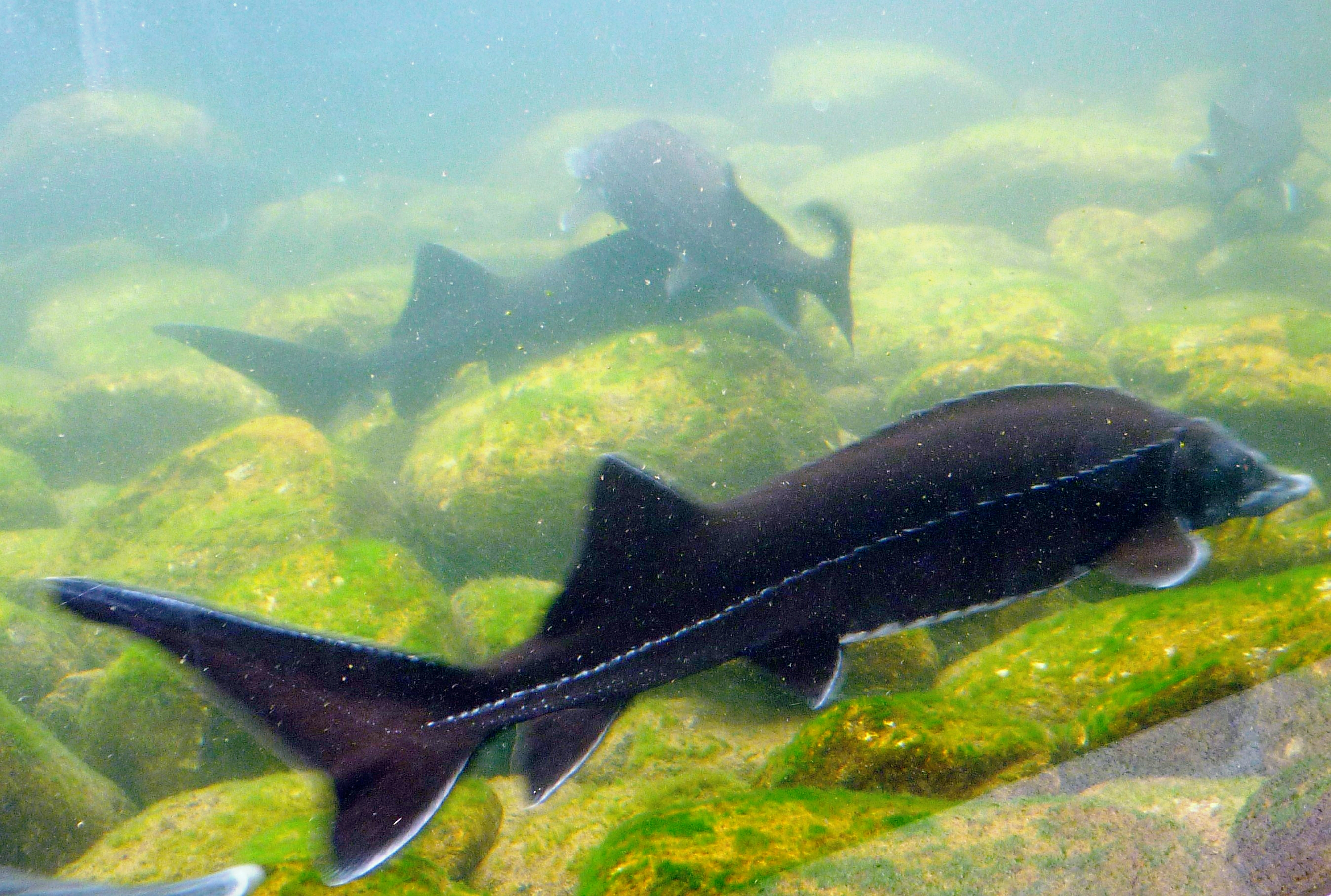
Ein mittelgrosser Stör

Die Fische werden einmal im Jahr nach Gewicht sortiert, damit sie die richtige Menge an Futter erhalten, was wichtig für Ertrag und Qualität der Fleisch- und Kaviarproduktion ist. Unter anderem werden Futterinsekten eingesetzt, da sie der natürlichen Nahrung der Störe im Hinblick auf Amino- und Fettsäuren sehr nahekommen. Hauptsächlich wird jedoch importiertes Fischmehl verfüttert. Die Fütterung erfolgt automatisch, wobei die Futtermenge nach Anzahl und Alter der Störe computergestützt errechnet wird. Der Beckenboden ist glatt und selbstreinigend, damit der am Grund fressende Stör nicht durch Verunreinigungen in seinem Fressverhalten gestört wird und durch geringere Nahrungsaufnahme langsamer wächst.
Zum Produktionsbeginn importierte das Unternehmen 1200 Jungtiere. Neu zugekaufte Fische wurden zuerst in einer Quarantänestation gehalten. Besuchern werden auch andere Störarten wie Albino Sterlet, Löffelstör oder Beluga gezeigt.
Das Tropenhaus übergibt die abgesonderten Schlämme der Fische der Biogasanlage EcoGas-Frutigen, um sie gären zu lassen, so dass Strom produziert werden kann. Die Anlage ist am 26. Juni 2012 ans Netz gegangen. Weiterer organischer Abfall wie Schlamm aus den Kläranlagen Frutigen und Kandersteg und Gastroabfälle werden in einem Co-Substrat-Modul aufbereitet und mitvergoren. Die Anlage hat eine elektrische Leistung von 64 kW und eine thermische Leistung von 92 kW.

## Anerkennungspreise
Im Jahr 2007 wurde das Projekt Tropenhaus Frutigen mit dem Prix Evenir der Erdöl-Vereinigung ausgezeichnet. Am 27. November 2009 wurde das Tropenhaus als 17. Preisträger mit dem Schweizerischen Innovationspreis 2009 der SRG SSR idée suisse ausgezeichnet. Am 26. August 2010 erhielt das Tropenhaus vom International Chef Days Davos den ICD Award als Innovativer Trendsetter. 2010 erhielt das Tropenhaus den Milestone in der Kategorie Nachhaltigkeit und 2011 den 3. Platz des Zürich Klimapreis. Auf dem 10 Rang in der Kategorie der schönsten Erlebnislocations der Schweiz hat das Tropenhaus Frutigen den Swiss Location Award 2017 entgegennehmen dürfen.